# Leichter Panzerspähwagen
A leichter Panzerspähwagen (magyarul „könnyű páncélozott felderítő jármű”) egy könnyű, 4×4 hajtásképletű páncélozott katonai gépjárműsorozat volt, melyet a Harmadik Birodalom gyártott 1935 és 1944 között.

## Történet

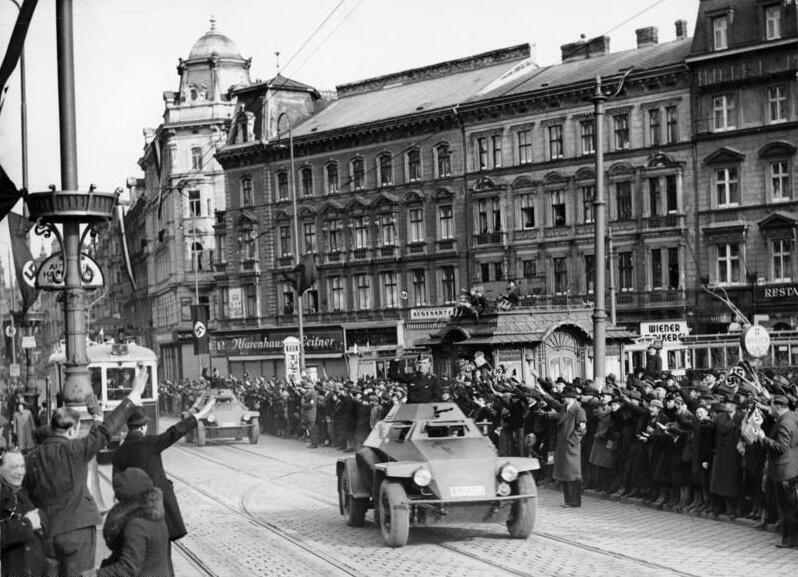
Sd.Kfz. 221

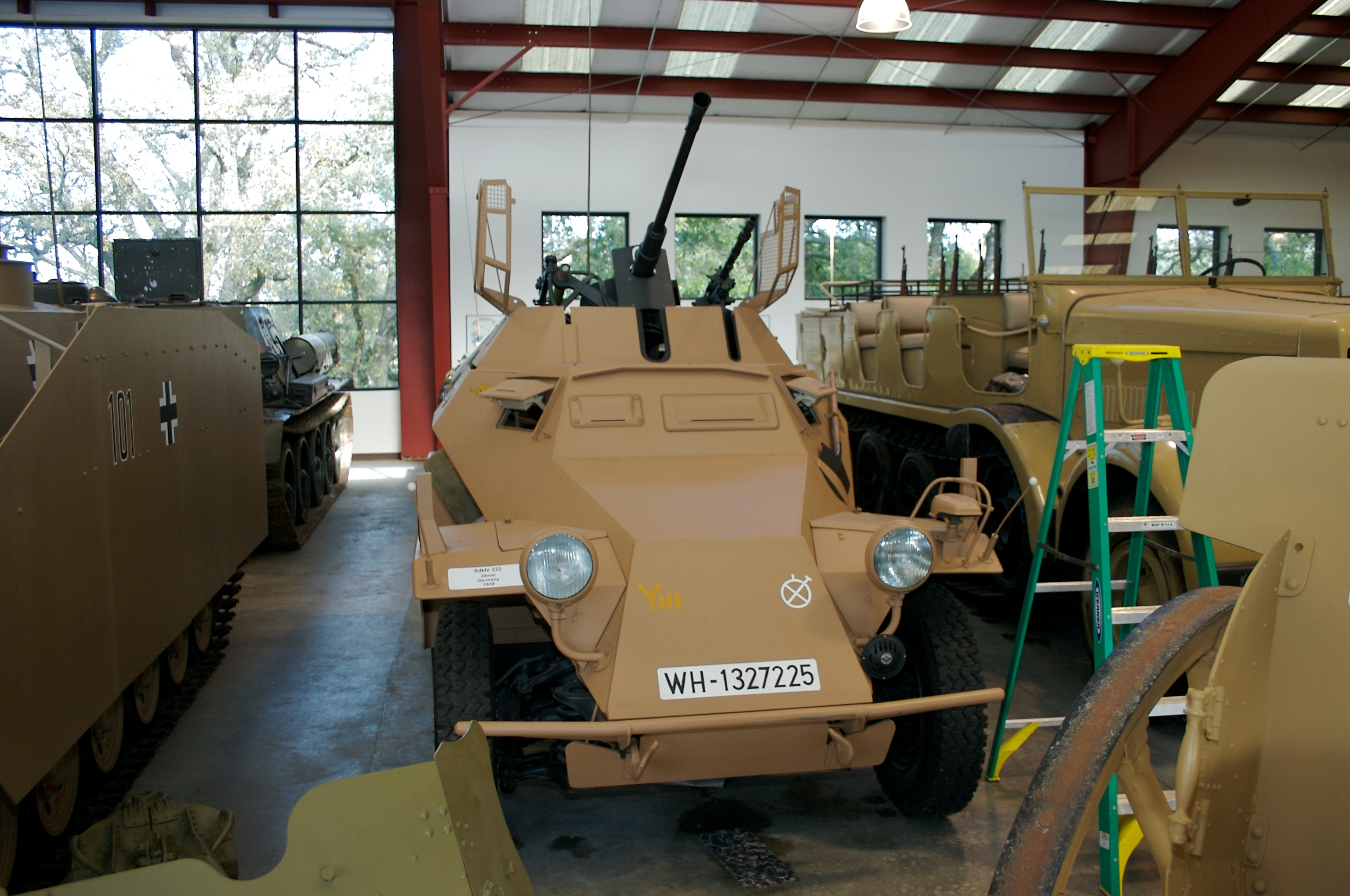
Sd.Kfz. 222 magángyűjteményben

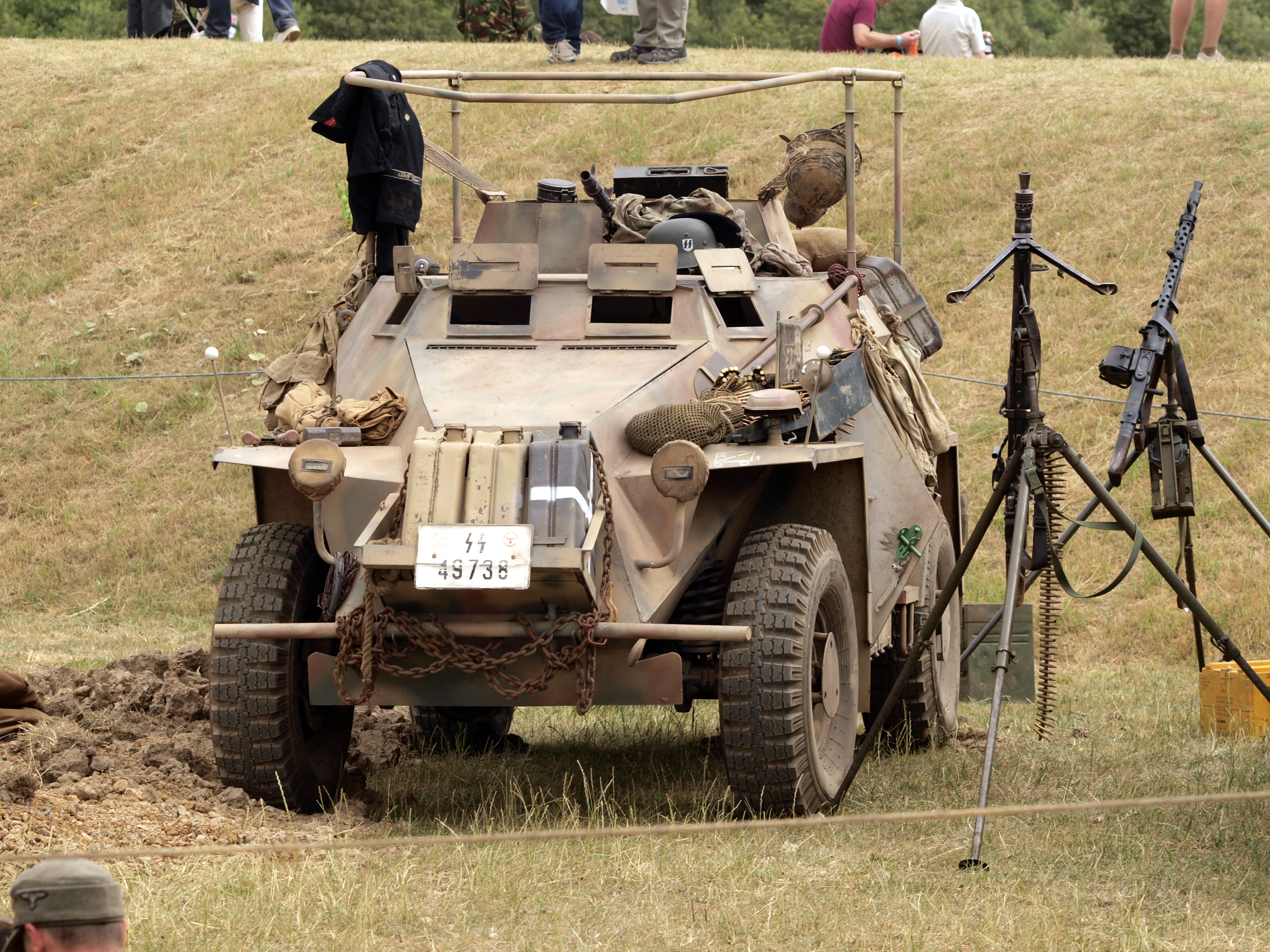
Sd.Kfz. 223 a jellegzetes „keretantennával”

A versailles-i béke (1919) megtiltotta a németeknek, hogy (lánctalpas) harckocsikat fejlesszenek és tartsanak. A tiltás azonban nem vonatkozott a páncélautókra, hiszen a győzteseknek sem volt érdeke, hogy Németország totális anarchiába süllyedjen, már pedig a tömegmegmozdulások és fegyveres felkelések (müncheni sör-puccs) leverésének egyik leghatékonyabb eszközei a páncélozott és felfegyverzett gépkocsik voltak. Az akkori német haderő (Reichswehr) és a rendvédelmi szervek éppen ezért nagy számban alkalmazták ezeket az eszközöket a rend fenntartásának érdekében. A Weimari köztársaság és a politikai rendszer többé-kevésbé 1924-re megszilárdult, így ezek az eszközök egyre inkább honvédelmi, vagyis katonai feladatokat láttak el. A 20-as évek elején épült járművek azonban katonai felhasználásra igencsak korlátozott mértékben voltak alkalmasak nagy tömegük, rossz terepjáró és manőverező képességük, valamint gyenge fegyverzetük miatt.
A Reichswehr 1927-ben pályázatot hirdetett a hadsereg számára egy új páncélautó család kifejlesztésére. Alapvető követelmény volt többek között, hogy a járműnek megfordulás nélkül is képesnek kell lennie tartósan mindkét irányba haladnia, ami azt jelentette, hogy a jármű mindkét végén kialakítottak egy-egy vezető állást. A német páncélautóknak ez a kissé bizarrnak tűnő kialakítása egészen a háború végéig megmaradt. A pályázat eredményeként többek között született meg az Sd.Kfz. 231-es nehéz páncélgépkocsi típus család.
A hadseregnek azonban könnyű és gyors járművekre volt szüksége. Ennek az igénynek a kielégítésére jött létre az Sd.Kfz. 221-es könnyű páncélgépkocsi típus család.

## Típusváltozatok
A járműcsalád első tagja az Sd.Kfz. 221 jelölésű jármű volt, amelynek alapjául a már katonai szolgálatban álló Horch 801-es nehéz, négykerék-meghajtású személyautó szolgált. A Horch 801-es alvázára egy 5–8 mm-es, különböző szögben összehegesztett páncéllemezekből készült felépítményt erősítettek. A jármű fegyverzete egyetlen géppuskából állt, amelyet egy nyitott tetejű toronyban helyeztek el a jármű tetején. A torony nyitott tetejét a későbbi modelleknél dróthálóval fedték le, hogy megvédjék a személyzetet a gránátoktól és a repeszektől. Néhány későbbi Sd.Kfz. 221-est 7,92 mm-es PzB 39 könnyű páncéltörő puskával is elláttak. 1942-ben a megmaradt járművek nagy részét átfegyverezték a 28 mm-es sPzB 41 nehéz páncéltörő puskára, hogy növeljék tűzerejüket. Az Sd.Kfz. 221-esekből 1935 és 1940 között 339 példány épült a Wesserhütte AG bad oeynhauseni üzemében. A leichter Panzerspähwagen érdekessége, hogy 1938-ban 18 példányát exportálták Kínába, a Csang Kaj-sek vezette Kuomintang részére.
Mivel hamar nyilvánvalóvá vált, hogy az Sd.Kfz. 221-es fegyverzete nem biztosít kellő tűzerőt, ezért a járművet tovább fejlesztették. Ennek eredményeként született meg az Sd.Kfz. 222-es. Az Sd.Kfz. 221-es géppuskatornya helyére egy jóval nagyobb tízszögletű tornyot építettek. Ez a lövegtorony alacsony építésű és elődjéhez hasonlóan felülről nyitott volt, csupán egy drótháló védte a személyzetet attól, hogy az ellenség esetleg kézigránátot dobhasson a jármű belsejébe.
A Sd.Kfz. 222-es fő fegyverzeteként a Panzer II-es harckocsik fegyverzeteként is szolgáló 20 mm-es KwK 30 illetve később a KwK 38 típusú gépágyú szolgált. Mindkét löveg gyakorlatilag a FlaK30-as, illetve a modernebb FlaK38-as légvédelmi gépágyú módosított változata volt. Az ágyúhoz 10 lőszeres tárakba töltve 180 darab 20 mm-es lőszer tartozott járművenként. A toronyban a 20 mm-es löveggel párhuzamosítva egy 7,92 mm-es MG 34-es géppuska biztosította a jármű élőerő elleni védelmét. A fegyvert egészen 80 fokos - tehát majdnem teljesen függőleges - állásig lehetett emelni, így hatékony légvédelmi eszköznek is bizonyult.
A jármű páncélzata teljes egészében megegyezett az Sd.Kfz. 221-esével, leszámítva a későbbi modelleket. A későbbi szériájú páncélautók fegyverzetét megváltoztatták (a KwK 30-ast egy KwK 38-asra cserélték) és a jármű elülső páncélzatát is 30 mm-esre növelték.
1936 és 1943 között összesen 989 darab Sd.Kfz. 222-es készült a Wesserhütte, a Schichau, a MHN valamint a Büssing-NAG üzemeiben. A járművet exportálták is: Kína és Bulgária vásárolt belőlük egy kisebb mennyiséget (Kína 12 példányt).
A leichter Panzerspähwagennek létezett egy rádiós-híradó változata, amely az Sd.Kfz. 223-as jelzést kapta. A jármű kialakításában és technikai paramétereiben szinte teljesen megegyezett az alapváltozattal, az Sd.Kfz. 221-essel egészen 1942-ig. 1942-től a rádiós járművek alapjául a modernebb Sd.Kfz. 222-esek szolgáltak. Az Sd.Kfz. 223-as fő fegyverzete egy géppuskából állt. Jellegzetes ismertető jele a nagyméretű keretantenna a jármű tetején. Az Sd.Kfz. 223-asból összesen 550 példány épült 1935 és 1944 között.

### Változatok
- leichter Panzerspähwagen (MG), Sd.Kfz. 221 - géppuskával felfegyverzett változat
- leichter Panzerspähwagen (2 cm), Sd.Kfz. 222 - 20 mm-es gépágyúval felfegyverzett változat
- leichter Panzerspähwagen (Fu), Sd.Kfz. 223 - rádiós-híradó változat

## Alkalmazás
A leichter Panzerspähwagenneket a páncélos hadosztályok felderítő alakulatainak gépkocsizó egységeihez osztották be. Felderítő feladatok ellátására kiválóan megfeleltek nagy sebességük és mozgékonyságuk miatt, noha fegyverzetük és páncélzatuk gyengének bizonyult. Ez utóbbi hiányosságaik különösen a keleti fronton mutatkoztak meg, ahol rendszerint nagy veszteségeket szenvedtek. 1943 végén a gyártásukat leállították és megkezdték leváltásukat a nehezebb és sokkal modernebb Sd.Kfz. 234-es típusú 8x8-as páncélautókkal. Ezt követően a járművek nagy részét visszavonták a frontról és kiképző, valamint partizán-vadász alakulatok rendelkezésére bocsátották őket.

## Üzemeltetők
- Harmadik Birodalom
- Bolgár Cárság
- Kína
- Román Királyság

## Galéria

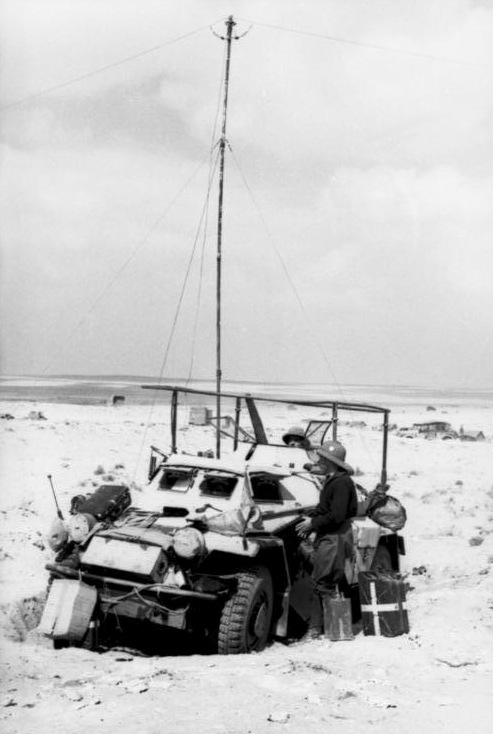
Sd. Kfz. 223, Észak-Afrika, 1941. március
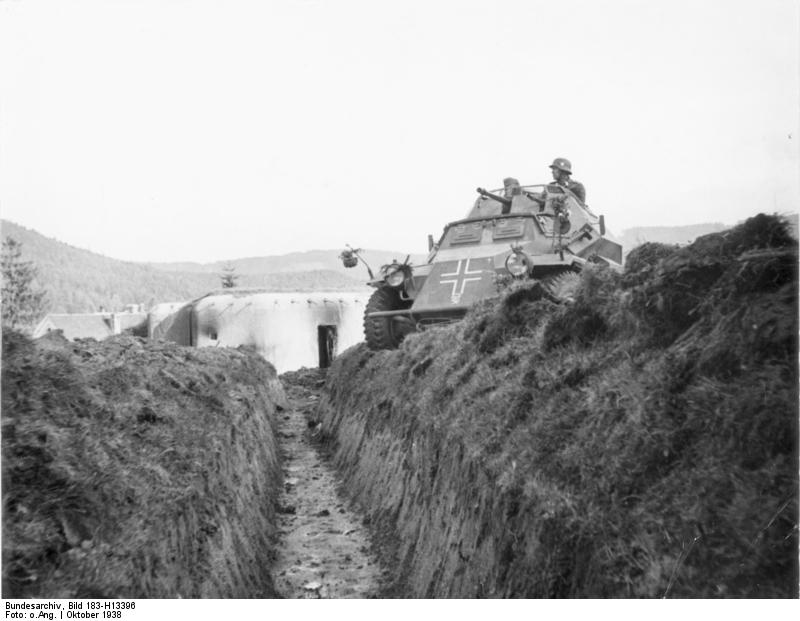
Sd.Kfz. 222 a Csehszlovák-Német határon felállított védelmi vonalnál a Szudéták Annektálásakor.
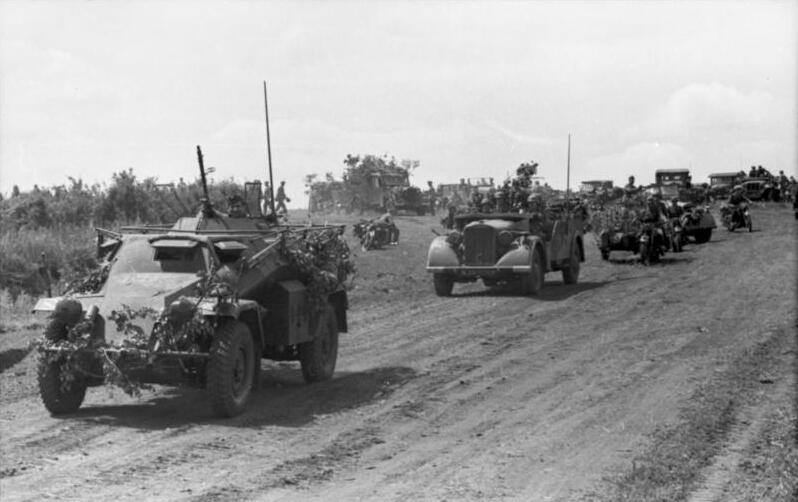
Sd. Kfz. 221 felderítők járműoszlopa Oroszországban.
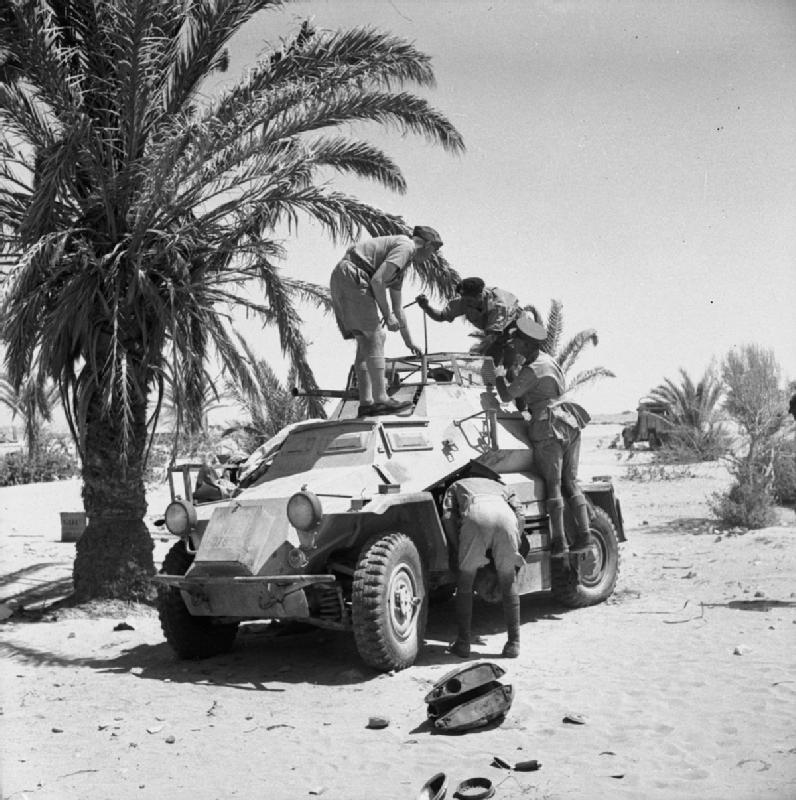
Angol katonák vizsgálnak egy zsákmányolt Sd.Kfz. 222-est Észak-Afrikában 1941. június

## Lásd Még
- Lancia Lince
- 39M Csaba
- Humber Light Reconnaissance Car